# Alphonse Pierre Nudant

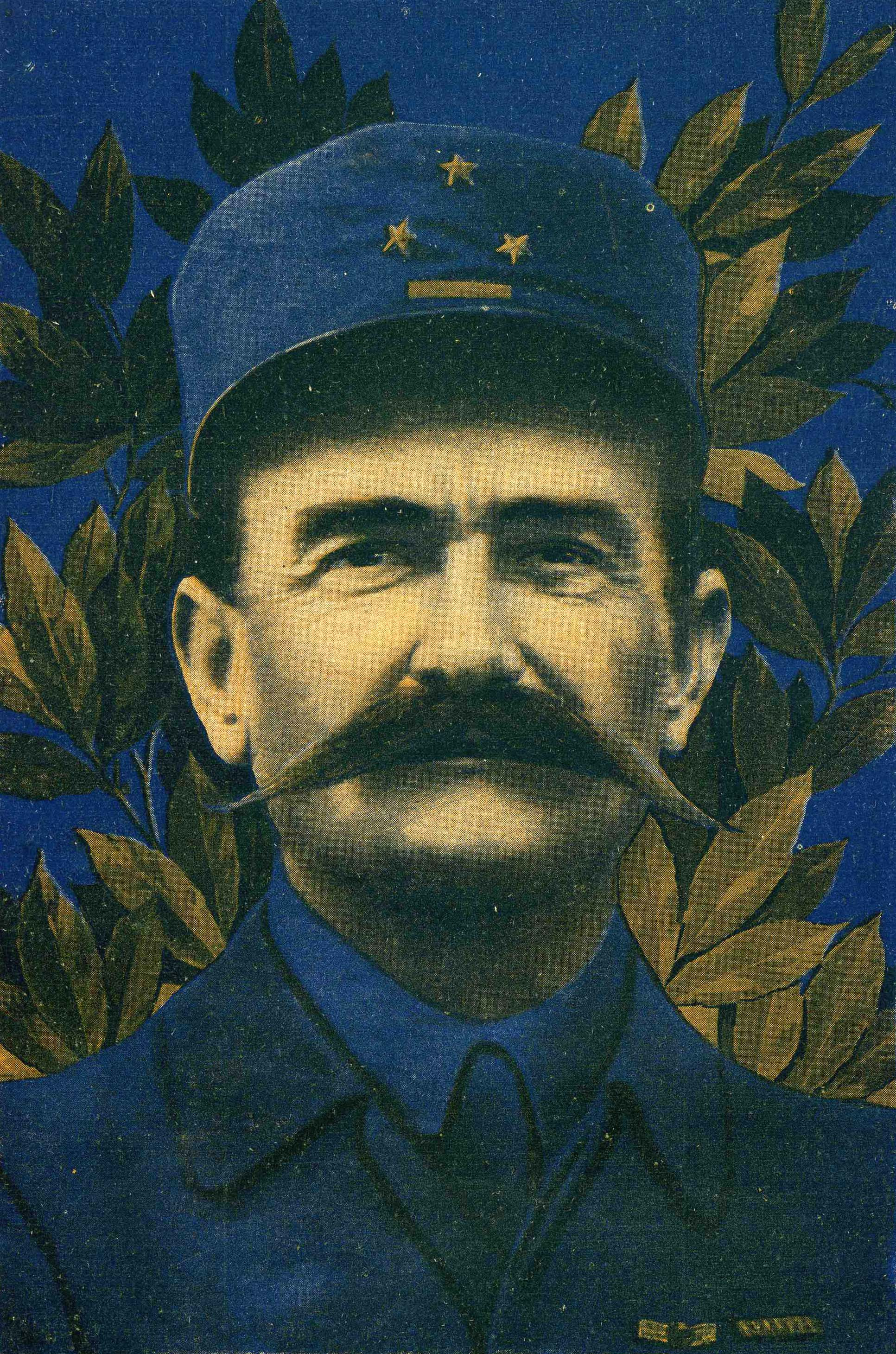
Alphonse Pierre Nudant, vor 1920

Alphonse Pierre Nudant (* 15. Dezember 1861 in Serrigny, Département Yonne; † 15. Januar 1952) war ein französischer General.

## Militärkarriere
Im Jahr 1911 stieg Nudant zum Lieutenant Colonel auf, am 23. Dezember 1913 übernahm er die Führung des Artillerie-Regimentes Nr. 4, mit dem er zu Beginn des Ersten Weltkrieges an der Westfront stand. Zwischen 12. September und 21. November 1914 fungierte er als Generalstabschef der 4. Armee. Am 21. Juni 1915 übernahm er als Brigadegeneral und Nachfolger von Marie Émile Fayolle das Kommando über die 70. Division, welche im Artois lag und in der Herbstschlacht von Arras im Raum Carency eingesetzt war. Nudant wurde 1916 zum Divisionsgeneral befördert und übernahm am 26. Februar 1916 die Führung des XXXIII. Armeekorps, das im Raum Sainte-Menehould und später bei Toul eingesetzt wurde. Ab Mitte August 1916 wurde sein Korps in die Sommeschlacht geworfen, seine Truppen kämpften südlich der Somme bei Barleux und Blaches.
Am 6. Oktober 1916 bekam er ein neues Kommando übertragen, er übernahm bis zum Kriegsende das XXXIV. Armeekorps. Das Korps war Rahmen der 7. Armee in den Vogesen eingesetzt und kam 1917 nach Epernay, wo es als Reserve der 6. Armee fungierte. Zwischen Juni und August 1918 stand das Korps an der Matz im Stellungskampf mit der deutschen 18. Armee. Während der Hunderttageoffensive gelang ihm die Rückeroberung von Noyon.
Nach dem Waffenstillstand vom 11. November 1918 wurde er Vorsitzender der Ständigen Interalliierten Waffenstillstandskommission im belgischen Spa, die 1920 ihren Sitz nach Köln verlegte. Zwischen 27. März 1919 und 10. April 1923 war er Kommandierender des VII. Armeekorps.

## Auszeichnungen (Auswahl)
- Großoffizier der Ehrenlegion (Grand Officier de la Légion d’Honneur)
- französische Kriegskreuz (1914–1918)
- Distinguished Service Medal der USA
- Médaille Interalliée de la Victoire
- Médaille Commémorative de la Grande Guerre